# Sass Irén
Sass Irén, Kellner, névváltozata: Sas Irén (Budapest, Óbuda, 1898. február 4. – Budapest, Erzsébetváros, 1969. október 3.) magyar írónő, költőnő, újságíró.

## Élete
Kellner Dániel (1863–1941) gyári munkás és Blechner Borbála (1864–1939) varrónő lánya. Iskoláit Újpesten végezte, majd érettségit tett. Pályafutását mint politikai társadalmi riporter kezdte. A Pesti Napló, a Pesti Hírlap és a Magyar Hírlap munkatársa volt. 1928-tól Országos Egyetértés című politikai hetilap szerkesztője volt, azonkívül a Nyugatban dolgozott. Számos kötete jelent meg. Szerkesztette a Remény című zsidó ifjúsági folyóiratot. Lefordította Heinrich Heine A bacharachi rabbi című művét. 

## Magánélete
Házastársa Bokor (Berger) József műszaki tisztviselő volt, Berger Ignác és Winkler Pepi fia, akihez 1930. február 12-én ment feleségül.

## Művei
- Gyermekek a nyomortanyákon (Budapest, 1920)
- Üzenet a magyar asszonyoknak. Üzenet a falunak (Földes Andorral, Budapest, 1920)
- Furcsa kaland (novelláskötet)
- Híres zsidóasszonyok (1925, Bécs, Hevesi Simon bevezetőjével)
- Énekek éneke (regény, 1926, Budapest, Andrássy Gyula bevezetőjével)
- Vázsonyi Vilmos (1926, Budapest)
- Mirjam. Elbeszélések és történetek (Budapest, 1929)
- Dreyfus kapitány tragédiája (Budapest, 1931)
- Én szólok… (versek. Budapest, 1935)
- Fehér páva.(ifjúsági regény. Budapest, 1936)
- Szekunda Szveti és Pacni Manci vidám vakációja. (ifjúsági regény, Budapest, 1936)
- A csodálatos könyv (ifjúsági regény. Budapest, 1940)
- A kék bársonyzakó (elbeszélések. Budapest, 1940)
- Egy szeptemberi délután (ifjúsági történet. Budapest, 1940)
- Ünnepi este (ifjúsági történet, Budapest, 1940)
- Makkabeusok ivadéka. Két palesztíniai történet (Budapest, 1941)
- Napoleon és a Baal-Sem. Legendák, történetek, anekdoták. (Budapest, 1941)
- Az óbudai bohóc. Vidám ifjúsági elbeszélés. (Budapest, 1941)
- „Szívem ott Keleten…”. Történeti elbeszélés Jehuda Haléviről (Budapest, 1941)
- Virágos álmok. A pészach legendái. (Budapest, 1941)
- Isten követe. A bibliai Dániel életének története (Budapest, 1942)
- Mirtuska. A bibliai Eszter királyné története (Hitbuzgalmi elbeszélés. Budapest, 1943)
- Mózes herceg. Hitbuzgalmi történet a zsidó ifjúság számára, (Budapest, 1943)
- Ruth története. Hitbuzgalmi olvasmány a zsidó ifjúság számára (Budapest, 1943)
- A szentföld hőse. Hitbuzgalmi olvasmány a zsidó ifjúság számára (Budapest, 1944)

Rádió-daljátékok
- Szécsi Mária (Petőfi Sándor költeményét rádióra átdolgozta. Zenéjét szerezte: Radó József, 1926)
- A Práter (operett egy felvonásban, zenéjét szerezte: Radó József, 1927)
- Aranykalitka (operett egy felvonásban, zenéjét szerezte: Radó József, 1927)
- A mesebeli herceg (operett, zenéjét szerezte: Radó József)